# Park So-yeon
Park So-yeon (hangeul: 박소연; hanja: 朴昭姸), nata Park In-jung (Anyang, 5 ottobre 1987) è una cantante e attrice sudcoreana, membro del gruppo musicale T-ara e QBS.

## Biografia
Park So-yeon nasce a Anyang, in Corea del Sud, il 5 ottobre 1987. Ha studiato alla Anyang High School of Arts a Anyang. Nel 2005 prese parte e si aggiudicò il primo posto nel CMB Chin Chin Singing Competition. Park So-yeon era una tirocinante della S.M. Entertainment e doveva essere la leader delle Girls' Generation, tuttavia, lasciò l'azienda sei mesi prima del debutto del gruppo per motivi personali: successivamente, dopo il debutto con le T-ara, rivelò che a quel tempo non si sentiva sufficientemente pronta per il debutto. La sua voce è considerata una delle migliori tra i girl group sudcoreani. È legata sentimentalmente al ex-membro dei Click-B Oh Jong-Hyuk.

## Carriera

### T-ara
Park So-yeon fu il secondo membro ad unirsi alle T-ara, dopo l'abbandono di Jiae e Jiwon. Nel luglio 2009, Park So-yeon debuttò come membro delle T-ara. Il 27 novembre 2009 pubblicarono il primo album Absolute First Album, mentre il 1º dicembre 2010 uscì l'EP Temptastic. Nel 2011 pubblicarono John Travolta Wannabe e Black Eyes, secondo e terzo EP del gruppo, e debuttarono in Giappone, dove pubblicarono l'album Jewelry Box il 6 giugno 2012. A luglio 2012 venne pubblicato il quarto EP, Day by Day. Ad aprile 2013, Jiyeon, Hyomin, Eunjung e Areum formarono la sotto-unità T-ara N4; a maggio, invece, fu fondata la seconda sotto-unità QBS, con Park So-yeon, Qri, Boram. Il 7 agosto 2013, le T-ara pubblicarono il secondo album giapponese, Treasure Box, e il 10 ottobre uscì il quinto EP del gruppo, Again. Il 21 marzo 2014 venne annunciata l'uscita del terzo album giapponese Gossip Girls per il 14 maggio, mentre a settembre tornarono in Corea del Sud con l'EP And&End.
Le T-ara non hanno una leader fissa, ma si alternano di anno in anno: Park So-yeon fu la quarta, da gennaio 2012 fino a luglio 2013, lasciando il posto a Qri.

### Attività in solitaria
Nel 2009 partecipò al programma televisivo Invincible Baseball. Nel 2010 fece un cameo nella serie televisiva Gongbueui shin: durante le riprese, però, venne ricoverata in ospedale. Poco tempo dopo, le fu diagnosticata l'influenzavirus A sottotipo H1N1, quando ancora le T-ara stavano promuovendo il singolo "Like the First Time". Registrò, inoltre, un pezzo per la serie televisiva Coffee House e uno per il film Gosa dubeonjjae iyagi: gyosaengsilseup. Nel 2011, Park So-yeon fu nel cast fisso del reality show 100 Points Out Of 100. Il 13 gennaio 2012 prese parte al musical Our Youth Roly-Poly insieme a Jiyeon e Hyomin; per l'occasione affermò che stare sul palco e recitare era sempre stato uno dei suoi sogni. Ad agosto interpretò il ruolo di Lee Gwan-soon nella serie Haeundae yeon-in-deul. Il 10 febbraio 2015 uscì il brano "Don't Forget Me", a cui partecipa anche Park So-yeon, insieme a Eunjung, Seungri, Jongkook e Seojoon degli Speed, Min-kyung delle The SeeYa e Seunghee; due giorni dopo iniziarono le promozioni nei maggiori programmi televisivi musicali.

## Discografia

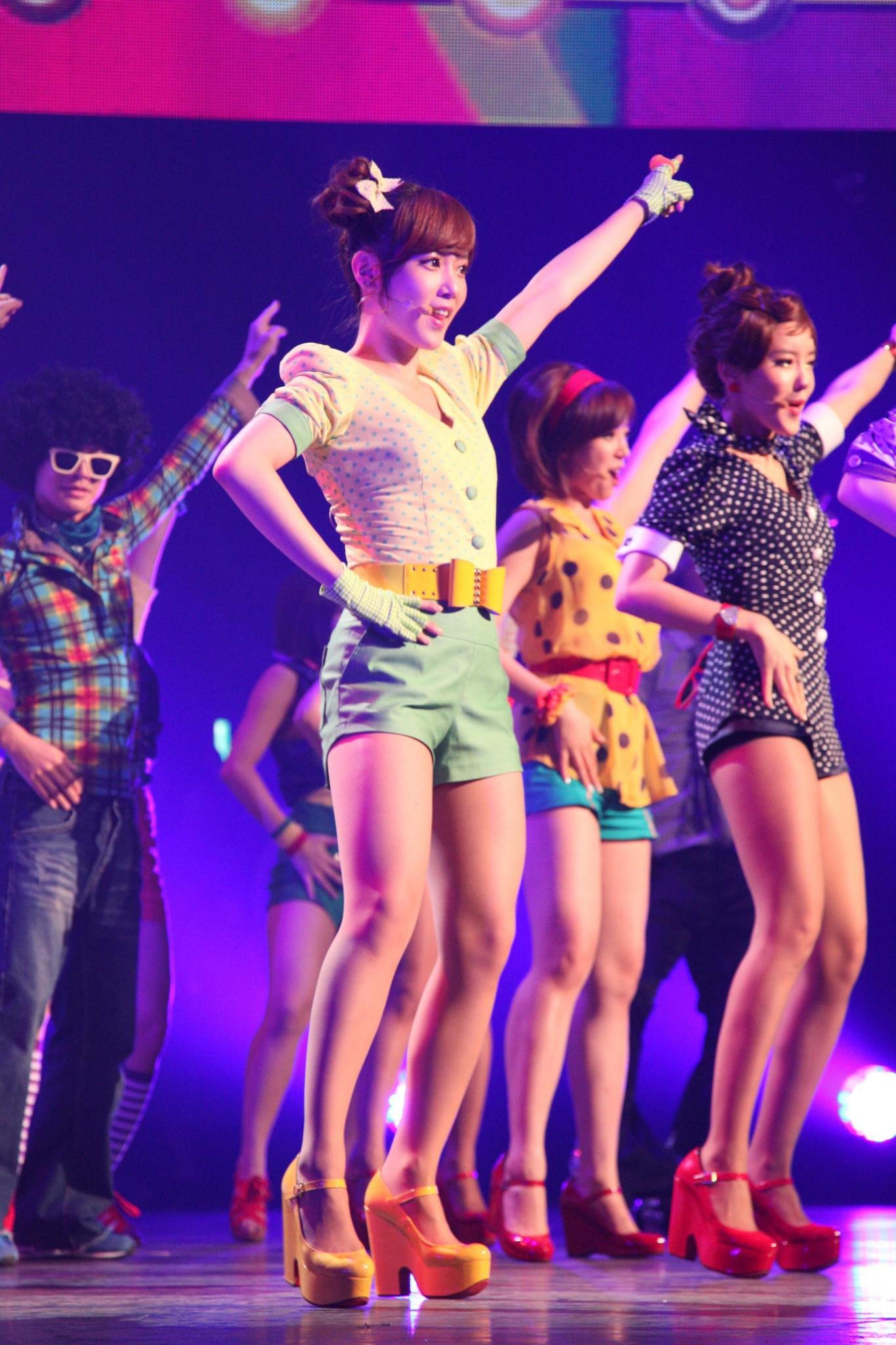
Park So-yeon al Cyworld Dream Music Festival nel luglio 2011.

Di seguito, le opere di Park So-yeon come solista. Per le opere con le T-ara, si veda Discografia delle T-ara.

### Solista
- 2013 – Love Poem

### Colonne sonore
- 2010 – Page One (Coffee House – con Ock Joo-hyun)
- 2010 – What Should We Finish? (Gosa dubeonjjae iyagi: gyosaengsilseup)
- 2011 – Until the End (Gisaeng ryung – con Lee Boram delle SeeYa)
- 2011 – Page One 2 (Coffee House – con Ock Joo-hyun e Lee Seok Hun dei SG Wannabe)

### Collaborazioni
- 2011 – Song For You (con Ahn Young Min)
- 2012 – I Know (con Lee Boram delle SeeYa e Yangpa)
- 2013 – Sign (con Areum)
- 2013 – Painkillers (con Yoojin delle The SeeYa, Eunkyo delle F-ve Dolls, Taewoon e Sungmin degli Speed)
- 2014 – First Love (con Jiyeon, Hyomin e EB)
- 2015 – Don't Forget Me (con Eunjung, Seungri, Jongkook e Seojoon degli Speed, Min-kyung delle The SeeYa e Seunghee)

## Filmografia
- Giant (자이언트) – serie TV (2010)
- Gongbueui shin (공부의 신) – serie TV (2010)
- Haeundae yeon-in-deul (해운대 연인들) – serie TV (2012)

## Teatro
- Our Youth Roly-Poly, delle T-ara. Seongnam Arts Center di Seongnam (2012)